# Represa do Morro Grande
A Represa do Morro Grande é formada pelo Rio Preto, e abrange terras do município de Areal e do distrito da Posse, em Petrópolis no Estado do Rio de Janeiro, Brasil. É responsável pelo abastecimento de água e energia elétrica em Areal.
Foi construída na década de 1950..